# بول كراوس
پاوْل ْكرَاوْس (بالألمانية: Paul Kraus)‏ (1904 - 1944 م) هو مستعرب يهودي. درس اللغات الشرقية بجامعتي براك وبرلين.

## آثاره
له «رسالة في تاريخ الأفكار العلمية في الإسلام» ثلاثة أجزاء، و«رسالة في فهرست كتب محمد بن زكريا الرازي لأبي الريحان البيروني». مات منتحراً.